# Metroperiella armagillae
Metroperiella armagillae is een mosdiertjessoort uit de familie van de Bitectiporidae. De wetenschappelijke naam van de soort is voor het eerst geldig gepubliceerd in 1977 door d'Hondt & Redier.